# Балка Сотницька
Балка Сотницька — балка (річка) в Україні у Маловисківському й Новоукраїнському районах Кіровоградської області. Права притока річки Чорного Ташлика (басейн Південного Бугу).

## Опис
Довжина балки приблизно 13,75 км, найкоротша відстань між витоком і гирлом — 11,22  км, коефіцієнт звивистості річки — 1,23 . Формується декількома струмками та загатами.

## Розташування
Бере початок на південно-східній стороні від села Первомайське. Тече переважно на південний захід через села Шевченкове, Арепівку, Єгорівку і у селі Улянівка впадає у річку Чорний Ташлик, ліву притоку річки Синюхи.
Населені пункти вздовж берегової смуги: Сотницька Балка, Схід.

## Цікаві факти
- У XX столітті на балці існували газгольдери та газові свердловини[2].